# رحمت‌آباد (فسا)
رحمت‌آباد (فسا)، روستایی از توابع بخش مرکزی شهرستان فسا در استان فارس ایران است.

## جمعیت
این روستا در دهستان کوشک قاضی قرار دارد و براساس سرشماری مرکز آمار ایران در سال ۱۳۸۵، جمعیت آن ۴۲ نفر (۱۱خانوار) بوده‌است.